# Żywe trupy (serial telewizyjny)
Żywe trupy (ang. The Walking Dead) – amerykański serial telewizyjny (horror, dramat), stanowiący adaptację komiksu o tym samym tytule. Światowa premiera serialu odbyła się 31 października 2010 roku.
Serial jest dostępny na platformach Netflix, HBO Max oraz  Disney+.

## Fabuła
Akcja serialu skupia się na grupie ludzi, którzy starają się przeżyć w postapokaliptycznym świecie opanowanym przez zombie. Większość akcji filmu rozgrywa się w obszarze metropolitalnym oraz w okolicy Atlanty w Stanach Zjednoczonych. Głównym celem bohaterów serialu jest szukanie schronienia i ucieczka z dala od hord zombie (w polskim tłumaczeniu: szwendaczy (ang. walkers)), które atakują każdą żywą istotę, i których samo ugryzienie z czasem staje się śmiertelne i powoduje przemianę w zombie. Fabuła koncentruje się głównie na problemach grupy, których podstawowym celem jest utrzymanie własnego życia oraz stawianie czoła trudnym sytuacjom w kontaktach z innymi ludźmi, którzy przetrwali po katastrofie, czy w przypadkach śmierci członka grupy.
Na czele grupy stoi policjant Rick Grimes, który obudził się ze śpiączki w świecie zdominowanym przez szwendaczy. Przed katastrofą był on zastępcą szeryfa. Grupa na każdym kroku staje w obliczu wyzwań świata, w jakim przyszło im żyć. Zmagać się muszą nie tylko z zombie, ale również innymi ocalałymi. Obraz przedstawia zachowania ludzkie w skrajnych przypadkach, gdy struktury społeczeństwa już nie istnieją.

## Obsada

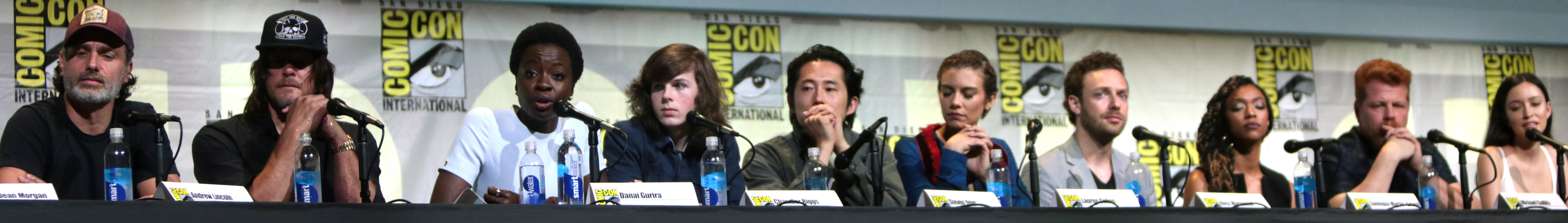
Andrew Lincoln, Norman Reedus, Danai Gurira, Chandler Riggs, Steven Yeun, Lauren Cohan, Ross Marquand, Sonequa Martin-Green, Michael Cudlitz i Christian Serratos (2016)

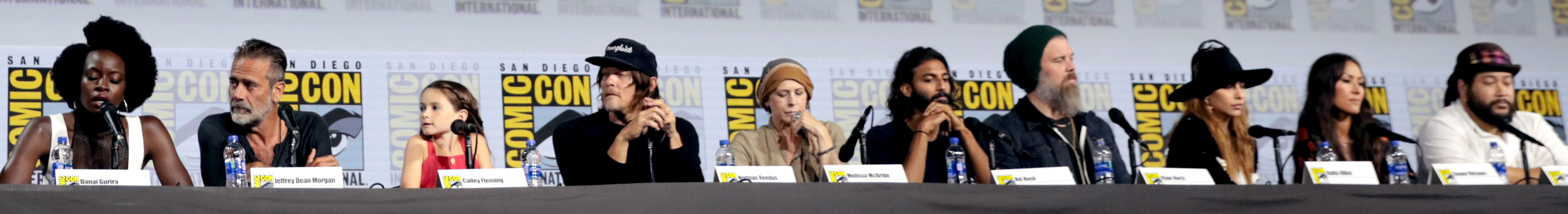
Danai Gurira, Jeffrey Dean Morgan, Cailey Fleming, Norman Reedus, Melissa McBride, Avi Nash, Ryan Hurst, Nadia Hilker, Eleanor Matsuura i Cooper Andrews (2019)

Następujący członkowie obsady serialu zostali podani jako główna obsada lub odtwórcy pozostałych ról gł. ("starring" lub "also starring") w czołówkach odcinków:
Klucz:     = gł. obsada w sezonie ("starring" lub "also starring")
Klucz:     = poza gł. obsadą
Klucz:     = nie pojawia się
| Aktor                  | Postać           | Sezony | Sezony | Sezony | Sezony | Sezony | Sezony | Sezony | Sezony | Sezony | Sezony | Sezony |
| Aktor                  | Postać           | 1      | 2      | 3      | 4      | 5      | 6      | 7      | 8      | 9      | 10     | 11     |
| ---------------------- | ---------------- | ------ | ------ | ------ | ------ | ------ | ------ | ------ | ------ | ------ | ------ | ------ |
| Andrew Lincoln         | Rick Grimes      |        |        |        |        |        |        |        |        |        |        |        |
| Jon Bernthal           | Shane Walsh      |        |        |        |        |        |        |        |        |        |        |        |
| Sarah Wayne Callies    | Lori Grimes      |        |        |        |        |        |        |        |        |        |        |        |
| Laurie Holden          | Andrea Harrison  |        |        |        |        |        |        |        |        |        |        |        |
| Jeffrey DeMunn         | Dale Horvath     |        |        |        |        |        |        |        |        |        |        |        |
| Steven Yeun            | Glenn Rhee       |        |        |        |        |        |        |        |        |        |        |        |
| Chandler Riggs         | Carl Grimes      |        |        |        |        |        |        |        |        |        |        |        |
| Norman Reedus          | Daryl Dixon      |        |        |        |        |        |        |        |        |        |        |        |
| Melissa McBride        | Carol Peletier   |        |        |        |        |        |        |        |        |        |        |        |
| Michael Rooker         | Merle Dixon      |        |        |        |        |        |        |        |        |        |        |        |
| Lennie James           | Morgan Jones     |        |        |        |        |        |        |        |        |        |        |        |
| Emily Kinney           | Beth Greene      |        |        |        |        |        |        |        |        |        |        |        |
| Lauren Cohan           | Maggie Greene    |        |        |        |        |        |        |        |        |        |        |        |
| Scott Wilson           | Hershel Greene   |        |        |        |        |        |        |        |        |        |        |        |
| Danai Gurira           | Michonne         |        |        |        |        |        |        |        |        |        |        |        |
| David Morrissey        | „Gubernator”     |        |        |        |        |        |        |        |        |        |        |        |
| Chad Coleman           | Tyreese Williams |        |        |        |        |        |        |        |        |        |        |        |
| Sonequa Martin-Green   | Sasha Williams   |        |        |        |        |        |        |        |        |        |        |        |
| Lawrence Gilliard, Jr. | Bob Stookey      |        |        |        |        |        |        |        |        |        |        |        |
| Alanna Masterson       | Tara Chambler    |        |        |        |        |        |        |        |        |        |        |        |
| Michael Cudlitz        | Abraham Ford     |        |        |        |        |        |        |        |        |        |        |        |
| Josh McDermitt         | Eugene Porter    |        |        |        |        |        |        |        |        |        |        |        |
| Christian Serratos     | Rosita Espinosa  |        |        |        |        |        |        |        |        |        |        |        |
| Andrew J. West         | Gareth           |        |        |        |        |        |        |        |        |        |        |        |
| Seth Gilliam           | Gabriel Stokes   |        |        |        |        |        |        |        |        |        |        |        |
| Alex Breckenridge      | Jessie Anderson  |        |        |        |        |        |        |        |        |        |        |        |
| Ross Marquand          | Aaron            |        |        |        |        |        |        |        |        |        |        |        |
| Tovah Feldshuh         | Deanna Monroe    |        |        |        |        |        |        |        |        |        |        |        |
| Austin Nichols         | Spencer Monroe   |        |        |        |        |        |        |        |        |        |        |        |
| Jeffrey Dean Morgan    | Negan            |        |        |        |        |        |        |        |        |        |        |        |
| Austin Amelio          | Dwight           |        |        |        |        |        |        |        |        |        |        |        |
| Tom Payne              | „Jesus”          |        |        |        |        |        |        |        |        |        |        |        |
| Xander Berkeley        | Gregory          |        |        |        |        |        |        |        |        |        |        |        |
| Khary Payton           | Ezekiel          |        |        |        |        |        |        |        |        |        |        |        |
| Steven Ogg             | Simon            |        |        |        |        |        |        |        |        |        |        |        |
| Katelyn Nacon          | Enid             |        |        |        |        |        |        |        |        |        |        |        |
| Pollyanna McIntosh     | „Jadis”          |        |        |        |        |        |        |        |        |        |        |        |
| Callan McAuliffe       | Alden            |        |        |        |        |        |        |        |        |        |        |        |
| Avi Nash               | Siddiq           |        |        |        |        |        |        |        |        |        |        |        |
| Samantha Morton        | Alpha            |        |        |        |        |        |        |        |        |        |        |        |
| Ryan Hurst             | Beta             |        |        |        |        |        |        |        |        |        |        |        |
| Eleanor Matsuura       | Yumiko           |        |        |        |        |        |        |        |        |        |        |        |
| Cooper Andrews         | Jerry            |        |        |        |        |        |        |        |        |        |        |        |
| Nadia Hilker           | Magna            |        |        |        |        |        |        |        |        |        |        |        |
| Cailey Fleming         | Judith Grimes    |        |        |        |        |        |        |        |        |        |        |        |
| Cassady McClincy       | Lydia            |        |        |        |        |        |        |        |        |        |        |        |
| Lauren Ridloff         | Connie           |        |        |        |        |        |        |        |        |        |        |        |
| Paola Lázaro           | „Princess”       |        |        |        |        |        |        |        |        |        |        |        |
| Michael James Shaw     | Michael Mercer   |        |        |        |        |        |        |        |        |        |        |        |
| Lynn Collins           | Leah Shaw        |        |        |        |        |        |        |        |        |        |        |        |
| Josh Hamilton          | Lance Hornsby    |        |        |        |        |        |        |        |        |        |        |        |
| Margot Bingham         | „Stephanie”      |        |        |        |        |        |        |        |        |        |        |        |
| Laila Robins           | Pamela Milton    |        |        |        |        |        |        |        |        |        |        |        |
| Angel Theory           | Kelly            |        |        |        |        |        |        |        |        |        |        |        |

## Główne postacie
| Aktor                | Postać                    | Opis postaci |
| -------------------- | ------------------------- | --- |
| Andrew Lincoln       | Rick Grimes               | Przed apokalipsą zastępca szeryfa w niewielkim mieście w okolicach Atlanty. Podczas jednej z akcji został postrzelony i zapadł w śpiączkę, z której wybudził się dopiero po kilku miesiącach, gdy świat był już opanowany przez żywe trupy. Z nową sytuacją zaznajomił go Morgan. Rick postanowił wyruszyć do Atlanty w celu odnalezienia swojej rodziny. Odszukał ją w niewielkim obozie pod miastem. Szybko stał się liderem całej grupy. |
| Norman Reedus        | Daryl Dixon               | Pochodzi z patologicznej rodziny. Od dziecka był pod ogromnym wpływem swojego starszego brata, Merle'a. Był zamknięty w sobie i niechętny do nawiązywania jakichkolwiek znajomości. Początkowo starał się odizolować od reszty grupy z Atlanty, jednak z czasem zaufał Rickowi oraz pozostałym i stał się ważnym członkiem grupy. Jest szanowany przez członków grupy za ekspertyzę w łowieniu i tropieniu. |
| Steven Yeun          | Glenn Rhee                | Jeden z głównych bohaterów serialu. Należał do obozu ocalałych założonego pod Atlantą. Przed wybuchem epidemii pracował jako dostawca pizzy, dzięki temu dobrze zna miasto, więc zajmuje się zdobywaniem zapasów dla grupy. Podczas jednego ze swoich wypadów ratuje życie Rickowi Grimesowi, a następnie prowadzi go do swoich towarzyszy. Mąż Maggie, z którą ma dziecko. |
| Lauren Cohan         | Maggie Greene             | To najstarsza córka Hershela i Josephine Greene, pasierbica Annette Greene i przyrodnia siostra Beth oraz przybrana Shawna. Przed śmiercią Glenna Rhee została jego żoną. |
| Chandler Riggs       | Carl Grimes               | Ocalały z apokalipsy, syn Ricka i Lori Grimes. Po wybuchu epidemii, przekonany, że jego ojciec nie żyje, z matką i przyjacielem rodziny, Shane'em Walshem, próbuje dotrzeć do obozu uchodźców w Atlancie. Początkowo bierny i przerażony panującą zarazą, jednak potem pokazuje swoją odwagę i chęć do walki. Popełnia samobójstwo, wcześniej ugryziony przez zombie. |
| Sarah Wayne Callies  | Lori Grimes               | Ocalała z apokalipsy zombie, żona Ricka Grimesa, matka Carla i Judith. Po wybuchu epidemii, przekonana, że jej mąż nie żyje, próbuje znaleźć bezpieczne schronienie dla siebie i syna. Razem z Shane'em Walshem, przyjacielem rodziny, rusza do Atlanty. Miasto upada zanim docierają na miejsce, więc Lori, Carl, Shane i inni ocalali tworzą obóz pod Atlantą. W czasie tych wydarzeń kobieta nawiązuje romans z Shane'em. Umiera podczas porodu, zastrzelona przez syna aby nie przemieniła się w zombie. |
| Danai Gurira         | Michonne                  | Ocalała z apokalipsy zombie. Po raz pierwszy pojawia się w odcinku Beside the Dying Fire i ratuje życie Andrei. Razem z nią trafia do Woodbury, gdzie się rozdzielają. W trakcie samotnej podróży Michonne natrafia na Maggie i Glenna porywanych przez Merle'a. Zabiera zapasy, które pozostawili i oddaje je Rickowi. Po pewnym czasie Michonne zdobywa zaufanie grupy i tak do nich dołącza. Zakochuje się w Ricku ze wzajemnością. Przed apokalipsą miała męża oraz dziecko. |
| Jon Bernthal         | Shane Walsh               | Ocalały z apokalipsy, pracował jako zastępca szeryfa w King County, partner Ricka i jego najlepszy przyjaciel od czasów szkolnych. Po wybuchu apokalipsy, wyruszył z rodziną Ricka, szukać schronienia w obozie uchodźców w Atlancie. Miasto upada zanim docierają na miejsce, więc Shane, Lori, Carl i inni ocalali tworzą obóz pod Atlantą. Shane staje się liderem grupy oraz nawiązuje romans z Lori. Podczas drugiego sezonu staje się głównym wrogiem Ricka i ginie z jego rąk. |
| Melissa McBride      | Carol Peletier            | Kobieta ocalała po wybuchu apokalipsy zombie, żona Eda i matka Sophii, członkini grupy Ricka Grimesa, a także jedna z jego najbardziej zaufanych i najważniejszych ludzi. Po wybuchu epidemii próbowała się dostać wraz z rodziną do obozu uchodźców w Atlancie, jednak miasto upadło, zanim dotarli oni na miejsce, więc rodzina Peletier razem ze spotkanymi w drodze ocalałymi stworzyła mały obóz w pobliżu Atlanty. |
| Scott Wilson         | Hershel Greene            | Ocalały z apokalipsy, jest weterynarzem, razem z rodziną mieszka na farmie gdzieś w Georgii. Dwukrotnie żonaty, z pierwszego małżeństwa z Josephine Greene ma córkę Maggie, z drugiego małżeństwa z Annette Greene ma córkę Beth i pasierba Shawna. Jest człowiekiem bardzo religijnym, postępuje zgodnie ze swoimi zasadami, bardzo dba o swoich najbliższych, próbuje ich chronić, jak tylko potrafi. Po wybuchu epidemii wierzy, że nie wszystko stracone i zostanie wynalezione lekarstwo. Zostaje zabity przez Gubernatora poprzez odcięcie głowy kataną.                                                                  |
| Larry Gilliard, Jr.  | Bob Stookey               | Młody chłopak, który dołączył do ocalałych w więzieniu po tym, jak znalazł go Daryl. Przed epidemią jak i w początkowej jej fazie był sanitariuszem wojskowym. Zabity, aby nie zmienił się w zombie. |
| Chad L. Coleman      | Tyreese Williams          | Przywódca grupy pojawiającej się w środku 3. sezonu. Jest muskularnym mężczyzną; wciąż nosi czapkę. Przez krótki czas służył rozkazom Gubernatora, ale po nieudanym ataku na więzienie przyłącza się do Ricka. Brat Sashy. Ginie przez ugryzienie i ulegnięcie infekcji. Zostaje dobity przez Michonne zanim przemienia się w zombie. |
| Sonequa Martin-Green | Sasha Williams            | Jest młodszą siostrą Tyreese'a i jedną z ocalałych w apokalipsie zombie. Jest częścią małej grupki ocalałych. Pierwszy raz pojawiła się w połowie sezonu 3. Popełnia samobójstwo poprzez połknięcie tabletki z cyjankiem. Zamienia się w zombie i zostaje dobita przez Maggie. |
| Michael Rooker       | Merle Dixon               | Razem z młodszym bratem, Darylem, należy do obozu ocalałych założonego pod Atlantą. W większości osób z grupy wzbudza strach, zachowuje się agresywnie, rasistowsko i jest nieobliczalny. Zostaje zabity przez Gubernatora poprzez postrzelenie w klatkę piersiową. Zamienia się w zombie i zostaje dobity przez jego brata, Daryla. |
| Laurie Holden        | Andrea                    | Po wybuchu apokalipsy, ona i jej siostra Amy, omal nie straciły życia, próbując uciec z Atlanty, przed śmiercią ocalił je Dale. Po ucieczce z miasta Andrea, Amy i Dale przyłączyli się do małej grupy ocalałych, która założyła obóz w pobliżu Atlanty. W finale 3 sezonu popełnia samobójstwo, wcześniej zostaje ugryziona przez zombie. |
| Jeffrey DeMunn       | Dale Horvath              | Ocalały z apokalipsy, emeryt, od śmierci żony podróżował po kraju swoim kamperem. W Atlancie, po wybuchu epidemii, ratuje życie Andrei i Amy, a następnie razem z nimi przyłącza się do obozu ocalałych założonego pod miastem. Przybrany ojciec Andrei i Amy. Zostaje zabity przez Daryla, po ugryzieniu. |
| IronE Singleton      | Theodore "T-Dog" Douglas  | Muskularny mężczyzna, który jest bardzo miły i dobroduszny. Poświęca się dla innych i zostaje pożarty żywcem. |
| David Morrissey      | Philip "Gubernator" Blake | Jego prawdziwe imię to Brian. Założyciel i lider Armii Woodbury, a zarazem samozwańczy burmistrz tego miasteczka. Uratował brata Daryla, Merle'a i zwerbował go do swojej grupy. Philip ma jednak swoją drugą stronę. Śmierć jego rodziny zmieniła go w potwora. Każdego ocalałego z innej grupy traktuje jako poważne zagrożenie, nie cofnie się przed torturami, by wyciągnąć cenne informacje lub dla zemsty. Jego usprawiedliwieniem tego jest stwierdzenie, że jego córka Penny wciąż by żyła, gdyby był taki od początku. Umiera przebity mieczem.                                                                        |
| Michael Cudlitz      | Abraham Ford              | We wczesnych dniach apokalipsy, żył w sklepie spożywczym w Houston, w stanie Texas, razem z jego żoną Ellen, synem A.J.'em, córką Beccą oraz kilkoma innymi mężczyznami. Po tym, jak zabił kilka osób w odwecie za krzywdę wyrządzoną jego rodzinie, jego rodzina zginęła podczas próby opuszczenia Abrahama ze strachu. Później spotkał Eugene'a Portera, rzekomego naukowca, który twierdził, że zna lekarstwo na epidemię, ale musiał dotrzeć do Waszyngtonu. On, Eugene i Rosita przemierzali przez Georgię, gdzie poznają i dołączają do grupy dowodzonej przez Ricka Grimesa. Zostaje zabity wraz z Glennem przez Negana. |
| Christian Serratos   | Rosita Espinoza           | To główna postać i jedna z ocalałych w serialu. Towarzyszyła Abrahamowi Fordowi oraz Eugene'owi Porterowi w wyprawie do Waszyngtonu. |
| Josh McDermmit       | Eugene Porter             | Przed apokalipsą Eugene mieszkał w Dallas. Gdy nastała apokalipsa, zjawił się Abraham Ford w Dallas i Eugene powiedział mu o tajnej misji, mającej na celu naprawienia świata i żeby zawieźli go do Waszynghtonu. Naukowiec i biochemik. |
| Emily Kinney         | Beth Greene               | Córka Hershela i Annette Greene'ów, przyrodnia siostra Maggie i Shawna. Całe życie spędziła na farmie ojca. Po wybuchu epidemii Beth, jej rodzina, jej chłopak Jimmy oraz pracownicy farmy próbują przetrwać chroniąc się w rodzinnym gospodarstwie Greene'ów. Po ataku na więzienie tworzy dwuosobową grupę z Darylem, który staje się jej bliski. Po uprowadzeniu znajduje się w szpitalu Grady Memorial w Atlantcie, gdzie musi się zmierzyć z wieloma wyzwaniami. Zabita przez strażniczkę szpitala. |
| Lennie James         | Morgan Jones              | Mąż Jenny i ojciec Duana. Podczas podróży do obozu uchodźców jego żona zostaje zakażona wirusem, więc Morgan z rodziną zatrzymuje się w King County. Jenny umiera i przemienia się w zombie. Morgan z synem pogrążeni w żałobie pozostają w mieście ukrywając się w jednym z opuszczonych domów. Podczas przeszukiwania okolicy mężczyzna napotyka Ricka i ratuje mu życie, a następnie opowiada mu co się wydarzyło, gdy szeryf był w śpiączce. |
| Allana Masterson     | Tara Chambler             | Ocalała z apokalipsy, jedna z głównych bohaterek. Po raz pierwszy pojawia się w czwartym sezonie serialu. Jest córką Davida Chamblera. Miała siostrę Lilly oraz siostrzenicę Meghan. |
| Tom Payne            | Paul "Jesus" Rovia        | Jeden z głównych bohaterów, przedstawiciel Wzgórza. Zajmował się zbieraniem zaopatrzenia oraz rekrutowaniem nowych osób do społeczności. |
| Cailey Fleming       | Judith Grimes             | Córka Lori oraz siostra Carla, która przyszła na świat w więzieniu. |

## Przegląd sezonów
| Serie | Serie | Odcinki | Odcinki             | Premierowa emisja    | Premierowa emisja    | Premierowa emisja    | Premierowa emisja    | Wydanie na DVD   | Wydanie na DVD   |
| Serie | Serie | Odcinki | Odcinki             | Premiera serii       | Finał serii          | Premiera serii       | Finał serii          | Region 1         | Region 2         |
| ----- | ----- | ------- | ------------------- | -------------------- | -------------------- | -------------------- | -------------------- | ---------------- | ---------------- |
|       | 1     | 6       | 6                   | 31 października 2010 | 5 grudnia 2010       | 6 listopada 2010     | 11 grudnia 2010      | 8 marca 2011     | 16 maja 2011     |
|       | 2     | 13      | 13                  | 16 października 2011 | 18 marca 2012        | 22 października 2011 | 24 marca 2012        | 28 sierpnia 2012 | 27 sierpnia 2012 |
|       | 3     | 16      | 16                  | 14 października 2012 | 31 marca 2013        | 16 października 2012 | 2 kwietnia 2013      | —                | —                |
|       | 4     | 16      | 16                  | 13 października 2013 | 30 marca 2014        | 14 października 2013 | 31 marca 2014        | —                | —                |
|       | 5     | 16      | 16                  | 12 października 2014 | 29 marca 2015        | 13 października 2014 | 30 marca 2015        | —                | —                |
|       | 6     | 16      | 16                  | 11 października 2015 | 3 kwietnia 2016      | 12 października 2015 | 4 kwietnia 2016      | —                | —                |
|       | 7     | 16      | 16                  | 23 października 2016 | 2 kwietnia 2017      | 24 października 2016 | 3 kwietnia 2017      | —                | —                |
|       | 8     | 16      | 16                  | 22 października 2017 | 15 kwietnia 2018     | 23 października 2017 | 16 kwietnia 2018     | —                | —                |
|       | 9     | 16      | 16                  | 7 października 2018  | 31 marca 2019        | 8 października 2018  | 1 kwietnia 2019      | —                | —                |
|       | 10    | 22      | 15                  | 6 października 2019  | 5 kwietnia 2020      | 7 października 2019  | 6 kwietnia 2020      | —                | —                |
| 1     | 10    | 22      | 4 października 2020 | 4 października 2020  | 5 października 2020  | 5 października 2020  | —                    | —                |                  |
| 6     | 10    | 22      | 28 lutego 2021      | 4 kwietnia 2021      | 1 marca 2021         | 5 kwietnia 2021      | —                    | —                |                  |
|       | 11    | 24      | 8                   | 22 sierpnia 2021     | 10 października 2021 | 23 sierpnia 2021     | 11 października 2021 | —                | —                |
| 8     | 11    | 24      | 20 lutego 2022      | 10 kwietnia 2022     | 21 lutego 2022       | 11 kwietnia 2022     | —                    | —                |                  |
| 8     | 11    | 24      | 2 października 2022 | 20 listopada 2022    | 3 października 2022  | 21 listopada 2022    | —                    | —                |                  |

## Produkcja
8 listopada 2010 telewizja AMC zapowiedziała kontynuację serialu. Amerykańska premiera drugiej serii, która liczy trzynaście odcinków, miała miejsce 16 października 2011. 25 października 2011 stacja AMC ogłosiła, że powstanie trzecia seria. Premiera pierwszego odcinka trzeciej serii odbyła się 14 października 2012 w USA. 13 października 2013 rozpoczęto nadawanie czwartego. Piąty sezon zaczęto nadawać 12 października 2014 roku, a sezon szósty 11 października 2015. Sezon ma 16 odcinków podzielonych na dwie części po 8 odcinków, premiera drugiej części w lutym 2016. 30 października 2015 stacja AMC ogłosiła oficjalne przedłużenie serii na siódmy sezon.

## Odbiór

### Reakcja krytyków
Serial spotkał się z generalnie pozytywną reakcją krytyków. W agregatorze recenzji Rotten Tomatoes, ogólny wynik serialu wyniósł 80%, a w agregatorze Metacritic 79 punktów na sto. Z kolei w polskim agregatorze Mediakrytyk, średnia ocen wyniosła 6,3 na 10.

## Spin-offy
Pierwszym serialem dziejącym się w samym świecie przedstawionym co Żywe trupy jest Fear the Walking Dead, który pokazuje jak świat pogrążył się w chaosie wraz z wybuchem plagi nieumarłych.
Kolejnym serialem należącym do franczyzy jest The Walking Dead: Nowy świat, osadzony w późniejszych czasach. 14 sierpnia 2022 rozpoczęto nadawanie następnego spin-offu - antologii Tales of the Walking Dead.
Miały powstać trzy filmowe spin-offy, ukazujące m.in. losy Ricka Grimesa, po jego odłączeniu się od reszty grupy, lecz zamiast nich powstają nowe seriale. Pierwszy z nich, The Walking Dead: Dead City pojawił się w czerwcu 2023. The Walking Dead: Daryl Dixon miał premierę we wrześniu tego samego roku, a The Walking Dead: The Ones Who Live, serial o Ricku i Michonne, w lutym 2024.